# Karl-Heinz Riedle
Karl-Heinz Riedle (Weiler im Allgäu, 16 september 1965) is een Duitse oud-voetballer. Hij was een aanvaller die in de jaren 1980 en '90 actief was bij onder meer Werder Bremen, Borussia Dortmund en Liverpool. Hij won in Duitsland drie landstitels. In 1997 veroverde hij met Dortmund ook de UEFA Champions League. Met de nationale ploeg van West-Duitsland werd hij in 1990 wereldkampioen.

## Carrière
Karl-Heinz Riedle werd geboren in het West-Duitse Weiler im Allgäu en voetbalde in zijn jeugd voor de bescheiden clubs TSV Ellhofen en SV Weiler. In 1983 maakte de toen 18-jarige aanvaller zijn debuut voor FC Augsburg, dat toen in de Bayernliga uitkwam. In het seizoen 1985/86 werd hij met twintig doelpunten topschutter van het team. Die prestatie leverde hem de interesse van verscheidene clubs op. In de zomer van 1986 stapte Riedle voor een bedrag van 33.000 DM (zo'n 16.000 euro) over naar Blau-Weiß Berlin. In zijn eerste seizoen in Berlijn scoorde hij tien keer, maar desondanks degradeerde de club. Daarop besloot Riedle de club opnieuw te verlaten. In 1987 tekende hij bij het Werder Bremen van succescoach Otto Rehhagel. Riedle scoorde in zijn eerste seizoen voor Die Grün-Weißen achttien competitiedoelpunten en won meteen ook de landstitel. In de twee daaropvolgende seizoenen bereikte hij met zijn team telkens de bekerfinale. In 1989 verloor Werder Bremen van Borussia Dortmund, een jaar later van 1. FC Kaiserslautern.
In 1990, na het WK in Italië, belandde hij voor een bedrag van 13 miljoen DM (zo'n 6 miljoen euro) bij het Italiaanse Lazio, dat toen getraind werd door voormalig doelman Dino Zoff. Een jaar later kreeg Riedle bij Lazio het gezelschap van zijn landgenoot Thomas Doll. Tijdens zijn verblijf in Italië wist de Duitsers geen enkele prijs te veroveren. Zijn beste seizoen was het seizoen 1991/92, toen hij net als zijn Uruguayaanse ploeggenoot Rubén Sosa dertien doelpunten wist te scoren in de Serie A.
Na drie seizoenen in Italië keerde Riedle terug naar Duitsland. De inmiddels 28-jarige spits ging aan de slag bij Borussia Dortmund. In de daaropvolgende jaren groeide Dortmund onder leiding van succescoach Ottmar Hitzfeld uit tot de beste club in Duitsland. In zowel 1995 als 1996 won Dortmund de landstitel. Een jaar later bereikten Riedle en zijn ploegmaats ook de finale van de UEFA Champions League. In die finale won Dortmund met 3-1 van Juventus. Riedle scoorde de eerste twee treffers van de wedstrijd.
Na het veroveren van de beker met de grote oren versierde Riedle een transfer naar de Engelse topclub Liverpool. De Duitse spits speelde twee seizoenen in de Premier League, maar wist ook tijdens zijn tweede buitenlandse avontuur geen enkele prijs te veroveren. Bovendien kwam hij in Engeland door het doorbreken van jeugdtalent Michael Owen weinig aan spelen toe. In september 1999 trok Riedle naar Fulham. Na het ontslag van coach Paul Bracewell in maart 2000 werd de Duitser samen met Roy Evan, de trainer die hem in 1997 naar Liverpool had gehaald, tijdelijk hoofdcoach van Fulham. Een maand later werd Jean Tigana benoemd als nieuwe coach van de club. In 2001 zette de 36-jarige Riedle een punt achter zijn spelerscarrière.

## Nationale ploeg
Op 31 augustus 1988 maakte Riedle zijn debuut voor de nationale ploeg van West-Duitsland. Hij mocht toen in de WK-kwalificatiewedstrijd tegen Finland invallen. Riedle scoorde in dat duel een van de vier Duitse treffers (0-4).
Een maand later mocht Riedle ook deelnemen aan de Olympische Spelen in Seoel. West-Duitsland veroverde er toen een bronzen medaille.
Bondscoach Franz Beckenbauer selecteerde hem nadien ook voor het WK 1990. Riedle kwam op het toernooi in Italië vier keer in actie en veroverde met West-Duitsland de wereldbeker. Nadien ging de spits aan de slag bij het Italiaanse Lazio.
Riedle nam ook deel aan het Euro 1992. In de halve finale trof Duitsland gastland Zweden. De Duitsers wonnen met 3-2 dankzij twee treffers van Riedle, die zo net als Dennis Bergkamp, Henrik Larsen en Tomas Brolin topschutter van het toernooi werd. In de finale verloor Duitsland met 2-0 van toernooirevelatie Denemarken.
In 1994 nam bondscoach Berti Vogts de spits ook mee naar het WK in de Verenigde Staten. In de groepsfase kwam hij twee keer in actie en wist hij één keer te scoren. Duitsland werd uiteindelijk in de kwartfinale uitgeschakeld door Bulgarije.
| Interlands van Karl-Heinz Riedle voor West-Duitsland en Duitsland | Interlands van Karl-Heinz Riedle voor West-Duitsland en Duitsland | Interlands van Karl-Heinz Riedle voor West-Duitsland en Duitsland | Interlands van Karl-Heinz Riedle voor West-Duitsland en Duitsland | Interlands van Karl-Heinz Riedle voor West-Duitsland en Duitsland | Interlands van Karl-Heinz Riedle voor West-Duitsland en Duitsland |
| №                                                                 | Datum                                                             | Wedstrijd                                                         | Uitslag                                                           | Competitie                                                        | Goals                                                             |
| Als speler van Werder Bremen                                      | Als speler van Werder Bremen                                      | Als speler van Werder Bremen                                      | Als speler van Werder Bremen                                      | Als speler van Werder Bremen                                      | Als speler van Werder Bremen                                      |
| ----------------------------------------------------------------- | ----------------------------------------------------------------- | ----------------------------------------------------------------- | ----------------------------------------------------------------- | ----------------------------------------------------------------- | ----------------------------------------------------------------- |
| 1                                                                 | 31.08.1988                                                        | Finland – West-Duitsland                                          | 0 – 4                                                             | WK-kwalificatie                                                   | Goal                                                              |
| 2                                                                 | 22.03.1989                                                        | Bulgarije – West-Duitsland                                        | 1 – 2                                                             | Oefeninterland                                                    | 0                                                                 |
| 3                                                                 | 26.04.1989                                                        | Nederland – West-Duitsland                                        | 1 – 1                                                             | WK-kwalificatie                                                   | Goal                                                              |
| 4                                                                 | 31.05.1989                                                        | Wales – West-Duitsland                                            | 0 – 0                                                             | WK-kwalificatie                                                   | 0                                                                 |
| 5                                                                 | 28.02.1990                                                        | Frankrijk – West-Duitsland                                        | 2 – 1                                                             | Oefeninterland                                                    | 0                                                                 |
| 6                                                                 | 30.05.1990                                                        | West-Duitsland – Denemarken                                       | 1 – 0                                                             | Oefeninterland                                                    | 0                                                                 |
| 7                                                                 | 15.06.1990                                                        | West-Duitsland – Verenigde Arabische Emiraten                     | 5 – 1                                                             | WK-eindronde                                                      | 0                                                                 |
| 8                                                                 | 24.06.1990                                                        | West-Duitsland – Nederland                                        | 2 – 1                                                             | WK-eindronde                                                      | 0                                                                 |
| 9                                                                 | 01.07.1990                                                        | Tsjecho-Slowakije – West-Duitsland                                | 0 – 1                                                             | WK-eindronde                                                      | 0                                                                 |
| 10                                                                | 04.07.1990                                                        | Engeland – West-Duitsland                                         | 1 – 1                                                             | WK-eindronde                                                      | 0                                                                 |
| Als speler van SS Lazio                                           |                                                                   |                                                                   |                                                                   |                                                                   |                                                                   |
| 11                                                                | 29.08.1990                                                        | Portugal – West-Duitsland                                         | 1 – 1                                                             | Oefeninterland                                                    | 0                                                                 |
| 12                                                                | 10.10.1990                                                        | Zweden – Duitsland                                                | 1 – 3                                                             | Oefeninterland                                                    | 0                                                                 |
| 13                                                                | 19.12.1990                                                        | Duitsland – Zwitserland                                           | 4 – 0                                                             | Oefeninterland                                                    | Goal                                                              |
| 14                                                                | 01.05.1991                                                        | Duitsland – België                                                | 1 – 0                                                             | EK-kwalificatie                                                   | 0                                                                 |
| 15                                                                | 11.09.1991                                                        | Engeland – Duitsland                                              | 0 – 1                                                             | Oefeninterland                                                    | Goal                                                              |
| 16                                                                | 16.10.1991                                                        | Duitsland – Wales                                                 | 4 – 1                                                             | EK-kwalificatie                                                   | Goal                                                              |
| 17                                                                | 20.11.1991                                                        | België – Duitsland                                                | 0 – 1                                                             | EK-kwalificatie                                                   | 0                                                                 |
| 18                                                                | 18.12.1991                                                        | Duitsland – Luxemburg                                             | 4 – 0                                                             | EK-kwalificatie                                                   | Goal                                                              |
| 19                                                                | 25.03.1992                                                        | Italië – Duitsland                                                | 1 – 0                                                             | Oefeninterland                                                    | 0                                                                 |
| 20                                                                | 02.06.1992                                                        | Duitsland – Noord-Ierland                                         | 1 – 1                                                             | Oefeninterland                                                    | 0                                                                 |
| 21                                                                | 12.06.1992                                                        | Duitsland – GOS                                                   | 1 – 1                                                             | EK-eindronde                                                      | 0                                                                 |
| 22                                                                | 15.06.1992                                                        | Duitsland – Schotland                                             | 2 – 0                                                             | EK-eindronde                                                      | Goal                                                              |
| 23                                                                | 18.06.1992                                                        | Duitsland – Nederland                                             | 1 – 3                                                             | EK-eindronde                                                      | 0                                                                 |
| 24                                                                | 21.06.1992                                                        | Zweden – Duitsland                                                | 2 – 3                                                             | EK-eindronde                                                      | Goal · Goal                                                       |
| 25                                                                | 26.06.1992                                                        | Denemarken – Duitsland                                            | 2 – 0                                                             | EK-eindronde                                                      | 0                                                                 |
| 26                                                                | 09.09.1992                                                        | Denemarken – Duitsland                                            | 1 – 2                                                             | Oefeninterland                                                    | Goal                                                              |
| 27                                                                | 14.10.1992                                                        | Duitsland – Mexico                                                | 1 – 1                                                             | Oefeninterland                                                    | 0                                                                 |
| 28                                                                | 18.11.1992                                                        | Duitsland – Oostenrijk                                            | 0 – 0                                                             | Oefeninterland                                                    | 0                                                                 |
| 29                                                                | 24.03.1993                                                        | Schotland – Duitsland                                             | 0 – 1                                                             | Oefeninterland                                                    | Goal                                                              |
| 30                                                                | 14.04.1993                                                        | Duitsland – Ghana                                                 | 6 – 1                                                             | Oefeninterland                                                    | 0                                                                 |
| 31                                                                | 10.06.1993                                                        | Brazilië – Duitsland                                              | 3 – 3                                                             | Oefeninterland                                                    | 0                                                                 |
| 32                                                                | 13.06.1993                                                        | Verenigde Staten – Duitsland                                      | 3 – 4                                                             | Oefeninterland                                                    | Goal · Goal · Goal                                                |
| 33                                                                | 19.06.1993                                                        | Engeland – Duitsland                                              | 1 – 2                                                             | Oefeninterland                                                    | 0                                                                 |
| Als speler van Borussia Dortmund                                  |                                                                   |                                                                   |                                                                   |                                                                   |                                                                   |
| 34                                                                | 22.09.1993                                                        | Tunesië – Duitsland                                               | 1 – 1                                                             | Oefeninterland                                                    | 0                                                                 |
| 35                                                                | 13.10.1993                                                        | Duitsland – Uruguay                                               | 5 – 0                                                             | Oefeninterland                                                    | Goal                                                              |
| 36                                                                | 17.11.1993                                                        | Duitsland – Brazilië                                              | 2 – 1                                                             | Oefeninterland                                                    | 0                                                                 |
| 37                                                                | 29.05.1994                                                        | Duitsland – Ierland                                               | 0 – 2                                                             | Oefeninterland                                                    | 0                                                                 |
| 38                                                                | 02.06.1994                                                        | Oostenrijk – Duitsland                                            | 1 – 5                                                             | Oefeninterland                                                    | 0                                                                 |
| 39                                                                | 08.06.1994                                                        | Canada – Duitsland                                                | 0 – 2                                                             | Oefeninterland                                                    | 0                                                                 |
| 40                                                                | 17.06.1994                                                        | Bolivia – Duitsland                                               | 0 – 1                                                             | WK-eindronde                                                      | 0                                                                 |
| 41                                                                | 27.06.1994                                                        | Duitsland – Zuid-Korea                                            | 3 – 2                                                             | WK-eindronde                                                      | Goal                                                              |
| 42                                                                | 07.09.1994                                                        | Rusland – Duitsland                                               | 0 – 1                                                             | Oefeninterland                                                    | 0                                                                 |

## Erelijst
Werder Bremen
- Bundesliga (1): 1988
- Duitse supercup (1): 1988

Borussia Dortmund
- Bundesliga (2): 1995, 1996
- Duitse supercup (2): 1995, 1996
- UEFA Champions League (1): 1997

(West-)Duitse nationale ploeg
- Wereldkampioenschap (1): 1990
- Europees kampioenschap (1): 1992
- Olympische Spelen (1): 1988

1 Illgner ·
2 Reuter ·
3 Brehme ·
4 Kohler ·
5 Augenthaler ·
6 Buchwald ·
7 Littbarski ·
8 Häßler ·
9 Völler ·
10 Matthäus  ·
11 Mill ·
12 Aumann ·
13 Riedle ·
14 Berthold ·
15 Bein ·
16 Steiner ·
17 Möller ·
18 Klinsmann ·
19 Pflügler ·
20 Thon ·
21 Hermann ·
22 Köpke ·
Coach: Beckenbauer
1 Illgner ·
2 Reuter ·
3 Brehme  ·
4 Kohler ·
5 Binz ·
6 Buchwald ·
7 Möller ·
8 Häßler ·
9 Völler ·
10 Doll ·
11 Riedle ·
12 Köpke ·
13 Thom ·
14 Helmer ·
15 Frontzeck ·
16 Sammer ·
17 Effenberg ·
18 Klinsmann ·
19 Schulz ·
20 Wörns ·
Coach: Vogts
1 Illgner ·
2 Strunz ·
3 Brehme ·
4 Kohler ·
5 Helmer ·
6 Buchwald ·
7 Möller ·
8 Häßler ·
9 Riedle ·
10 Matthäus  ·
11 Kuntz ·
12 Köpke ·
13 Völler ·
14 Berthold ·
15 Gaudino ·
16 Sammer ·
17 Wagner ·
18 Klinsmann ·
19 Kirsten ·
20 Effenberg ·
21 Basler ·
22 Kahn ·
Coach: Vogts